# Xafiisme
El xafiisme —àrab: الشافعية, ax-xāfiʿiyya, المذهب الشافعي, al-maḏhab ax-xāfiʿī, o الفقه الشافعي, al-fiqh ax-xāfiʿī— és una de les quatre escoles jurídico-teològiques (o del fiqh) de l'islam sunnita, juntament amb el hanbalisme, el hanafisme i el malikisme. Va ser fundada al segle viii per Abu-Abd-Al·lah Muhàmmad ibn Idrís aix-Xafií (767-820), i proposa, a grans trets, un retorn fidel i lliurat a l'esperit primitiu de l'Alcorà i a la tradició observada pel Profeta i els seus primers companys. Molt estesa per Bahrain, el Iemen, part d'Egipte, el Daguestan i una bona part de l'Àsia oriental i central, actualment és dominant als països musulmans del sud-est asiàtic, com ara Indonèsia, Malàisia, Tailàndia, Singapur, Myanmar i part de les Filipines.